# Эстрид Бьёрнсдоттер
Эстрид Бьёрнсдоттер (норв. Estrid Bjørnsdotter) — королева Норвегии, жена короля Магнуса V.
Эстрид была дочерью Бьёрна Бирдаственда и Рангриды Гуттормсдоттер, которая является возможным потомком Тостига Годвинсона, брата последнего англосаксонского короля Англии Гарольда II Годвинсона. Её первым мужем был Торе Скиннфельд. В 1170 году она вышла замуж за Магнуса V и стала королевой Норвегии. Неизвестно, были ли у них дети.
Королева Эстрид Бьёрнсдоттер наряду с Ингеборгой Гуттормсдоттер и Рагной Николасдоттер была одной из трёх известных королев Норвегии с середины XI века по XIII век, которые не были иностранными принцессами.